# Parapheur électronique
Un parapheur électronique est un logiciel permettant la validation d'un document électronique suivant un circuit avant sa signature électronique. Il constitue un outil capital d'un système d'information d'administration électronique, en permettant la dématérialisation complète de flux documentaires nécessitant une valeur probatoire.

## Fonctionnalités principales
Un parapheur électronique comporte généralement les fonctionnalités suivantes (par ordre d'utilisation dans un flux documentaire):
1. création d'un objet "document", soit par import manuel, soit en sortie d'un logiciel produisant ce document
2. définition de métadonnées pour cet objet
3. choix (et paramétrage) d'un circuit de validation/visas et de signature(s)
4. envoi dans ce circuit, notification des intervenants dans le circuit
5. validations ou refus
6. suivi permanent de l'état d'avancement et accès à l'historique de traitement
7. signature électronique, grâce à un certificat électronique
8. stockage de l'objet (document, preuve de signature, métadonnées et historique de traitement) ou export vers un logiciel tiers

Par exemple, lorsque l'organisation reçoit une facture entrante (1-2), le circuit paramétré peut être un compte de service "Comptabilité", qui rapproche la facture du bon de commande, transmet au service qui valide le "service fait"  (3-4-5). Une fois la livraison / réception effectuée, la facture peut être signée (7) et renvoyée à la Comptabilité pour paiement.

## Technologies
Un parapheur électronique repose sur un réseau informatique. Il s'agit le plus souvent d'un intranet ou d'Internet, lorsque les circuits de validation impliquent des acteurs n'étant pas toujours connectés au réseau interne. Dans ce cas, le logiciel met en œuvre des technologies web, et est accessible via un navigateur web.
Les fonctions de signature font quant à elles appel aux technologies d'infrastructure à clés publiques et de certificat électronique, souvent traités par des composants techniques dédiés, et nécessitant des prérequis plus importants (environnements d'exécution).

## Interfaces
De plus en plus conçus comme des briques transverses du système d'information, les parapheurs électroniques doivent s'interfacer avec différents logiciels, par exemple grâce aux protocoles suivants:
- CMIS, pour échanger avec une gestion électronique des documents
- standard d'échange de données pour l'archivage (SEDA)[2],pour échanger avec un système d'archivage électronique
- des webservices peuvent également être utilisés pour connecter un parapheur à un logiciel tiers.

## Adoption et limites
Les progrès de la dématérialisation exigent une gestion électronique des documents d'un bout à l'autre de leur "vie", afin de conserver leurs qualités et leur valeur probatoire (qui sont perdues si le document est imprimé puis numérisé).
Si les avantages de cet outil sont importants (circulation plus rapide des documents, possibilité de réaliser ces opérations à distance), il arrive que les décideurs n'aient pas une maîtrise ou une habitude d'usage des TIC suffisante pour adopter cette solution. La déclinaison des parapheurs électroniques sur des supports mobiles ou tablettes, si elle pose de nouveaux problèmes quant aux certificats électroniques pour la signature, pourrait en faciliter l'usage pour cette population.
Le temps de paramétrage et d'administration de cet outil peut aussi constituer une limite à son efficacité, tout comme son déploiement sans refonte de processus: l'informatisation de circuits inefficients ne permet pas d'atteindre l'efficience.

## Histoire
En 2002, à l'initiative de Bertrand Lang (directeur du service informatique de la ville de Metz), le premier parapheur électronique de France a été développé,,. Il s'appuyait sur les technologies MySQL, ASP3 et Windows server. Dès sa mise en production en 2003, le succès est au rendez-vous. En 2009, il obtient le trophée CIO-Le Monde informatique catégorie "Transformation". En 2012, il était toujours en production, avec plus de 200000 documents générés.
Le ministère des finances (DPMA) a ensuite initié un parapheur électronique  en 2004 (basé sur JonAS, bonita, postgresql). Cette ébauche n'a été utilisée que quelques mois dans quelques services du ministère, puis a été déposé sous licence libre (Licence CeCILL) et a finalement servi de point de départ à un groupe de travail organisé par l'ADULLACT et réunissant plusieurs collectivités territoriales de toutes tailles.
Ce groupe de travail a ensuite donné naissance à un nouveau projet initié en 2006 et déposé sous licence libre (Licence CeCILL): iparapheur. L'opération de signature électronique est confiée à une applet JAVA, elle-même déposée sous licence libre(Licence CeCILL) : libersign.